# Paralastor mutabilis
Paralastor mutabilis är en stekelart som beskrevs av Perkins 1914. Paralastor mutabilis ingår i släktet Paralastor och familjen Eumenidae. Inga underarter finns listade i Catalogue of Life.